# Moulin Rouge (film din 1952)

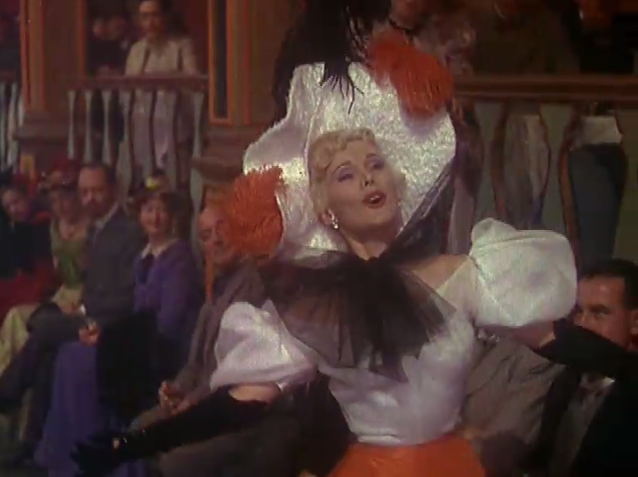
Zsa Zsa Gabor în rolul lui Jane Avril

Moulin Rouge (titlul original: în franceză Moulin Rouge) este un film biografic de coproducție franco-engleză, realizat în 1952 de regizorul John Huston, după romanul omonim a scriitorului Pierre La Mure, protagoniști fiind actorii José Ferrer, Zsa Zsa Gabor, Suzanne Flon și Colette Marchand.

## Distribuție
- José Ferrer – Henri de Toulouse-Lautrec / Contele Alphonse de Toulouse-Lautrec
- Zsa Zsa Gabor – Jane Avril
- Suzanne Flon – Myriamme Hyam
- Katherine Kath – La Goulue
- Muriel Smith – Aicha
- Colette Marchand – Marie Charlet
- Theodore Bikel – regele Milo IV al Serbiei
- Peter Cushing – Marcel de la Voisier
- Christopher Lee – Georges Seurat
- Michael Balfour – Dodo
- Eric Pohlmann – Picard
- Jean Claudio – petrecărețul bat
- Fernand Fabre – generalul
- Jill Bennett – Sarah
- Robert Le Fort – Gauzi
- Harold Kasket – Zidler
- Jean Ozenne : Félix
- Friedrich von Ledebur – majordomul hotelului chez Maxim's
- Diane Cilento – o midinetă

## Premii și nominalizări

### Premii
- Oscar 1953 :
  - pentru cele mai bune decoruri pentru Marcel Vertès și Paul Sheriff
  - pentru cele mai bune costume pentru Marcel Vertès
- Globul de Aur 1953 : Golden Globe de la révélation féminine de l'année pentru Colette Marchand
- British Society of Cinematographers 1953 : Cea mai bună imagine pentru Oswald Morris
- Festivalul de film din Veneția 1953 : Leul de Argint  pentru John Huston

### Nominalizări
- Oscar 1953 :
  - cel mai bun film
  - cel mai bun actor (José Ferrer)
  - cea mai bună actriță în rol secundar (Colette Marchand)
  - cel mai bun regizor (John Huston)
  - cel mai bun montaj (Ralph Kemple)
- Writers Guild of America 1953 : cel mai bun scenariu dramatic (Anthony Veiller și John Huston)
- Premiile BAFTA 1954 :
  - BAFTA pentru cel mai bun film
  - BAFTA pentru cel mai bun film britanic
  - BAFTA pentru cea mai bună actriță într-un rol secundar (Colette Marchand)

## Literatură
- Moulin Rouge, Pierre la Mure, Viața pictorului Toulouse-Lautrec, Editura Univers 1975, 468 pagini